# Automolus unipunctata
Automolus unipunctata är en plattmaskart som först beskrevs av Fabricus 1826, och fick sitt nu gällande namn av Martens och Curini-Galletti 1994. Automolus unipunctata ingår i släktet Automolus och familjen Monocelididae. Inga underarter finns listade i Catalogue of Life.